# Jože Gogala
Jože Gogala, slovenski hokejist, * 23. april 1916,Ljubljana, † 2011.
Gogala je bil dolgoletni član kluba SK Ilirija. Za jugoslovansko reprezentanco je nastopil na več Svetovnih prvenstvih, tudi na prvem, ki se ga je jugoslovanska reprezentanca udeležila, leta 1939, ko je tudi dosegel gol na tekmi proti belgijski reprezentanci. Leta 1977 je prejel Bloudkovo nagrado, leta 2007 pa je bil sprejet v novoustanovljeni Slovenski hokejski hram slavnih. 